# Acetoin
Acetoin, còn được gọi là 3-hydroxybutanone hoặc acetyl metyl carbinol, là một hợp chất hữu cơ với công thức là CH3CH(OH)C(O)CH3.  Nó là một chất lỏng không màu có mùi bơ dễ chịu. Nó thì có tính bất đối xứng và do vi khuẩn (R)-acetoin tạo ra.